# Pygocentrus cariba
Pygocentrus cariba és una espècie de peix de la família dels caràcids i de l'ordre dels caraciformes.

## Morfologia
- Els mascles poden assolir 27,9 cm de llargària total[3] i 560 g de pes.[4]

## Hàbitat
Viu en zones de clima tropical.

## Distribució geogràfica
Es troba a Sud-amèrica: conca del riu Orinoco.

## Observacions
La seua dentadura pot ocasionar greus mossegades als humans.